# Zamach stanu w Mauretanii (2008)

Położenie Mauretanii na mapie Afryki.

Zamach stanu w Mauretanii w 2008 roku – zamach stanu, dokonany w Mauretanii 6 sierpnia 2008 przez grupę wojskowych pod wodzą Muhammada uld Abd al-Aziza. W jego wyniku obalony został demokratycznie wybrany prezydent Sidi uld Szajch Abdallahi, a władzę przejęła Rada Państwa.

## Geneza

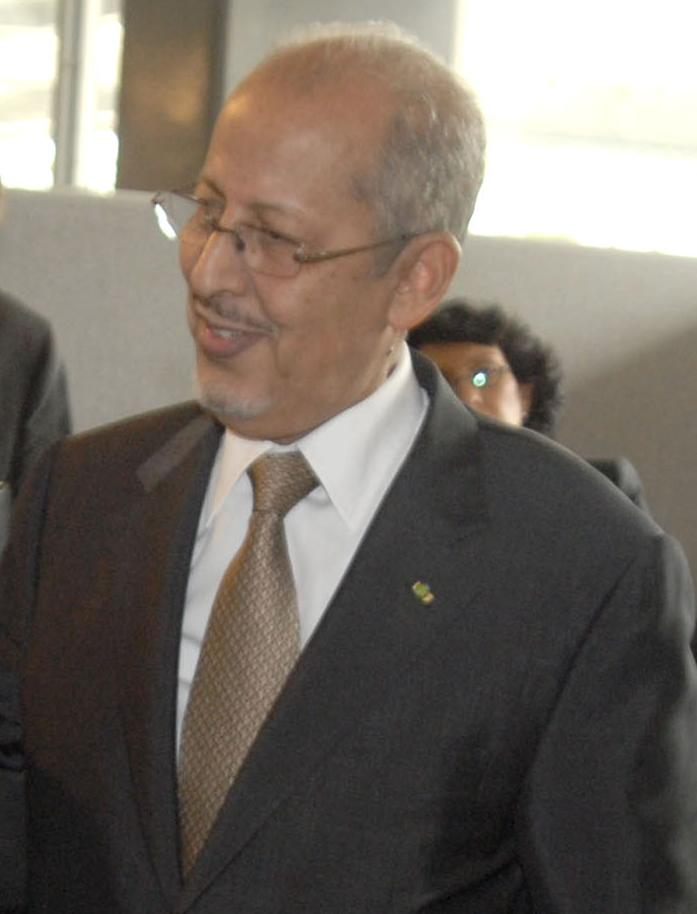
Odsunięty od władzy prezydent Abdallahi.

W 2005 drogą zamachu stanu wojsko odsunęło od władzy rządzącego krajem od 21 lat w sposób dyktatorski Maawiję uld Sid’Ahmada Taję. Jednym z przywódców przewrotu był Muhammad uld Abd al-Aziz.
W kwietniu 2007 urząd prezydenta Mauretanii objął Sidi uld Szajch Abdallahi, wybrany miesiąc wcześniej w wolnych demokratycznych wyborach. 30 sierpnia 2007 prezydent Abdallahi mianował Abd al-Aziza generałem i szefem straży prezydenckiej.
Między generałem i prezydentem szybko rozwinął się konflikt. Abd al-Aziz nie zgadzał się faktem, iż prezydent rozpoczął dialog z radykalnymi organizacjami islamistycznymi oskarżanymi o kontakty z północnoafrykańską siatką Al-Kaidy, jak również zwolnił z więzień kilku podejrzanych o terroryzm.
Kolejne oznaki pogarszających się relacji wojskowych z prezydentem i rządem pojawiły się w maju 2008. Wtedy to prezydent powołał nowy gabinet pod przewodnictwem premiera al-Waghafa, w skład którego weszło 12 ministrów z okresu władzy prezydenta Taji.
Pod koniec czerwca 2008 jedna z mniejszych partii politycznych oskarżyła Abd al-Aziza o planowanie zamachu stanu i próbę rozbicia zaplecza parlamentarnego rządu (partii ADIL). 
4 sierpnia 2008 25 z 49 deputowanych oraz 24 z 45 senatorów proprezydenckiej partii ADIL ogłosiło opuszczenie szeregów tej partii, co spowodowało utratę większości parlamentarnej przez rząd.

## Zamach stanu 2008
Rano 6 sierpnia 2008 prezydent Sidi uld Szajch Abdallahi odwołał ze stanowiska szefa straży prezydenckiej Abd al-Aziza wraz z kilkoma innymi wojskowymi. W tym samym dniu generał Abd al-Aziz zainicjował zamach stanu, zajmując pałac prezydencki w Nawakszucie. Prezydent i premier Jahja uld Ahmad al-Waghaf i minister spraw wewnętrznych zostali zatrzymani. W swoim oświadczeniu Abd al-Aziz ogłosił unieważnienie dekretu prezydenta o odwołaniu straży bezpieczeństwa oraz objęcie przywództwa w powołanej Radzie Państwa. 

## Następstwa zamachu
7 sierpnia 2008 ogłoszono skład 11-osobowej Rady Państwa na czele z Abd al-Azizem, która miała sprawować władzę w kraju. Rada Państwa ogłosiła Abdallahiego „byłym prezydentem” i zapowiedziała przeprowadzenie nowych wyborów prezydenckich „tak szybko jak to możliwe”.
7 sierpnia 2008 w Nawakszucie odbyła się demonstracja poparcia dla zamachu licząca tysiąc uczestników. Mieszkańcy stolicy wykrzykiwali imię Abd al-Aziza, nieśli jego portrety i maszerowali w stronę pałacu prezydenckiego. Tego samego dnia odbył się marsz protestacyjny, w którym uczestniczyło od 200 do 300 osób i który został rozpędzony przez policję. 7 sierpnia 2008 Rada Państwa wydała oświadczenie, w którym zapowiedziała zachowanie zasad konstytucji i demokratycznych instytucji. Poinformowała również o utrzymaniu zezwolenia na działalność partii politycznych i wolność prasy. 
8 sierpnia 2008 cztery partie, sprzeciwiające się zamachowi stanu (Narodowy Pakt na rzecz Demokracji i Rozwoju - PNDD-ADIL, Powszechny Sojusz Postępowy - APP, Unia Sił Postępu - UFP, Al-Mithaq) zawarły sojusz polityczny i utworzyły Narodowy Front Obrony Demokracji. Tego samego dnia w Nawakszut odbył się wiec protestacyjny przeciw juncie wojskowej. 

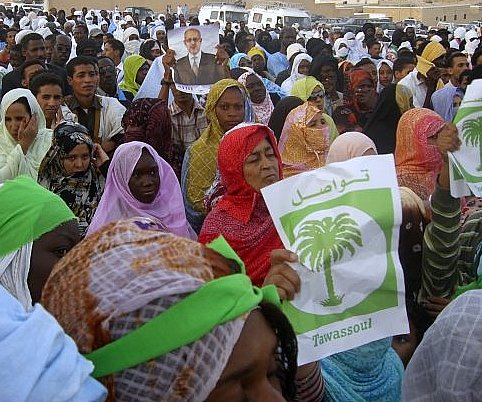
Demonstracja przeciwników junty wojskowej, 20 sierpnia 2008.

11 sierpnia 2008 junta wojskowa zwolniła z aresztu domowego premiera al-Waghafa. 14 sierpnia 2008 Abd al-Aziz mianował nowym premierem Mulaja uld Muhammada al-Aghzafa. 21 grudnia 2008 junta wojskowa uwolniła z aresztu domowego prezydenta Abdallahiego.
15 września 2008 Zgromadzenie Narodowe przyjęło plan zorganizowania wolnych i uczciwych wyborów w ciągu 12-14 miesięcy, wyznaczając ich datę graniczną na koniec 2009 roku. W styczniu 2009 media państwowe ogłosiły, iż nowe wybory prezydenckie zostały zaplanowane przez Radę Narodową na 6 czerwca 2009. W kwietniu generał Abd al-Aziz zrezygnował z funkcji przewodniczącego Rady Państwa, by wziąć udział w wyborach.
Ostatecznie, po wypracowaniu porozumienia z opozycją, wybory prezydenckie odbyły się 18 lipca 2009. Zdecydowane zwycięstwo w nich odniósł Muhammad uld Abd al-Aziz, zdobywając 52,6% głosów. Opozycja odrzuciła wyniki wyborów, uznając je za „prefabrykowane” oraz wezwała społeczność międzynarodową do wszczęcia dochodzenia w sprawie uczciwości przebiegu procesu wyborczego. Międzynarodowi obserwatorzy z Unii Afrykańskiej i Ligi Państw Arabskich nie stwierdzili jednak żadnych oszustw wyborczych.

## Reakcja międzynarodowa[19]
- Unia Afrykańska - UA natychmiast potępiła zamach stanu i zażądała przywrócenia władzy konstytucyjnej. 9 sierpnia 2008 UA zawiesiła Mauretanię w członkostwie do czasu powrotu kraju do rządów konstytucyjnych[20]. 22 grudnia 2008 wprowadziła sankcje przeciw władzom Mauretanii, obejmujące zakaz wjazdu do państw członkowskich UA oraz zamrożenie kont bankowych[21].
- Unia Europejska - UE zażądała przywrócenia obalonego rządu oraz zagroziła zawieszeniem środków pomocowych dla Muretani na lata 2008-2013 w wysokości 156 mln euro[22].
- ONZ - 19 sierpnia 2008 Rada Bezpieczeństwa ONZ potępiła zamach stanu w Mauretanii[23].
- Bank Światowy - 21 sierpnia 2008 BŚ ogłosił zawieszenie pomocy dla Mauretanii w wysokości 175 mln USD[24].
- Francja - Francja w odpowiedzi na zamach zwiesiła swoją pomoc dla Mauretanii oraz zapowiedziała wprowadzenie sankcji przeciw członkom junty wojskowej[25].
- Stany Zjednoczone - sekretarz stanu Condoleezza Rice potępiła zamach stanu, wezwała do uwolnienia prezydenta Abdallahiegi i premiera oraz natychmiastowego przywrócenia konstytucyjnego i demokratycznie wybranego rządu[26]. USA zawiesiły całą swoją pomoc dla Mauretanii w wysokości 100 mln USD, z wyłączeniem pomocy humanitarnej[27] i zapowiedziały rozważenie wprowadzenia sankcji finansowych i wizowych wobec członków junty wojskowej[28]